# Frederic Tarrida i Castells
Frederic Tarrida i Castells (Esparreguera, Barcelona, 16 de febrer de 1899 – Barcelona, 15 de desembre de 1974) fou un metge català, especialista en otorrinolaringologia. que exercí la seva professió tant a Catalunya com a l'exili mexicà, on també tingué un paper actiu en la vida cultural, social i política de la comunitat catalana a l'exili.
Fill de Tomàs Tarrida Julià i de Bonaventura Castells Barquet, es llicencià en Medicina i Cirurgia per la Universitat de Barcelona l'any 1928, després d'haver cursat part dels estudis també a la Universitat de Saragossa. Inicià la seva trajectòria professional a l’Hospital de la Santa Creu i Sant Pau com a metge auxiliar, compaginant la tasca hospitalària amb la consulta privada. El 1931 s’afilià al Sindicat de Metges de Catalunya.
Es casà amb Joaquima Sala Estapé, però morí sense descendència. El seu germà, Ramon Tarrida, fou un destacat enginyer de camins, i el seu nebot, Lluís Ferran Tarrida Santolaya (1916–1983), també exercí la medicina.
Amb l’esclat de la Guerra Civil, es comprometé activament amb la causa republicana. Militant d’Esquerra Republicana de Catalunya, formà part del Comitè de Control del Sindicat i del Col·legi de Metges, vinculat al Comitè Central de Milícies Antifeixistes. Durant el conflicte, fou destinat al front d’Aragó com a tinent metge i treballà a l’Hospital de Sarinyena sota la direcció de Francesc Bergós Ribalta. Posteriorment, l’agost de 1937 fou ascendit a capità metge provisional i destinat als Serveis Sanitaris de l’Exèrcit de l’Est. Posteriorment, s’incorporà al Tretzè Cos de l’Exèrcit i, el gener de 1938, al grup quirúrgic dels Hospitals Militars de Barcelona. fou ascendit a capità metge i integrat als Serveis Sanitaris de l’Exèrcit de l’Est, i més tard al grup quirúrgic dels Hospitals Militars de Barcelona.
Finalitzada la guerra, s’exilià primer a Seta (Occitània), passà pel Marroc i arribà finalment a Mèxic el novembre de 1941. A Ciutat de Mèxic, s’establí professionalment com a otorrinolaringòleg i treballà al Colegio Madrid, centre creat per acollir els fills de l’exili republicà. També fou metge laboral de la Compañía Constructora de los Hermanos Bertrán Cusiné i col·laborador de diversos laboratoris farmacèutics fins al 1973.
Més enllà de la pràctica mèdica, mantingué una actitud compromesa amb la cultura i la identitat catalana. Participà en actes commemoratius com l’aniversari de la Proclamació de la República Catalana (1945) i donà suport als Jocs Florals de Mèxic de 1950, dels quals en fou mecenes.
Per motius de salut, tornà a Barcelona l’any 1973, on morí el 15 de desembre de 1974.